# Macrosiphum melampyri
Macrosiphum melampyri är en insektsart som beskrevs av Alexandre Mordvilko 1919. Macrosiphum melampyri ingår i släktet Macrosiphum och familjen långrörsbladlöss. Enligt den finländska rödlistan är arten nära hotad i Finland. Arten är reproducerande i Sverige. Artens livsmiljö är lundskogar. Inga underarter finns listade i Catalogue of Life.